# Лабрадорська течія

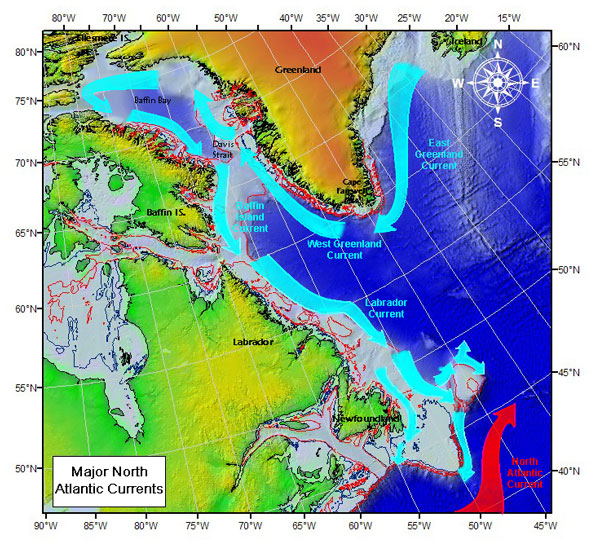
Мапа Лабрадорської течії

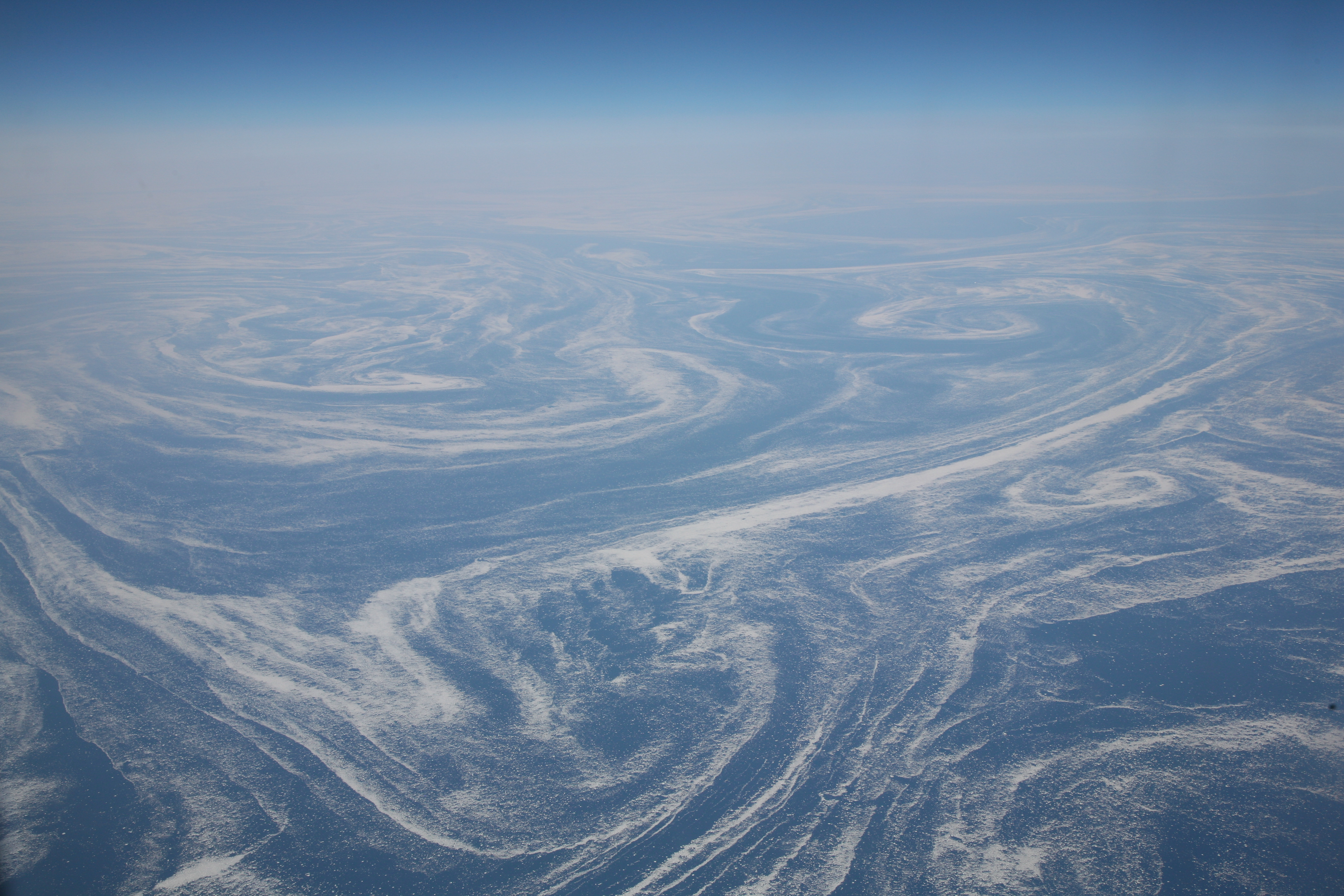
Вири в районі течії

Лабрадо́рська те́чія — холодна морська течія у північній частині Атлантичного океану.
Течія є океанічним конвеєром, що транспортує холод з північних районів до півдня.
Джерела течії — Західно-Гренландська течія і течія Баффінової землі. Лабрадорська течія тече на південь до
півострова Лабрадора, а далі вздовж східного узбережжя острова Ньюфаундленд і Нової Шотландії.
Лабрадорська течія змішується з теплими водами Гольфстриму між Великою Ньюфаундлендською банкою на півдні Ньюфаундленду і Зовнішньою банкою, Північна Кароліна.
Щовесни і раннього літа Лабрадорська течія переносить айсберги від льодовиків Ґренландії до трансатлантичного перетину.
Течія охолоджує клімат Атлантичної Канади і затоки Мен. Лінія лісу розташована приблизно на п'ятнадцять градусів південніше ніж у Західній Канаді і Європі.